# Pulusphaera criniata
Pulusphaera criniata är en mångfotingart som beskrevs av Carl Graf Attems 1935. Pulusphaera criniata ingår i släktet Pulusphaera och familjen Zephroniidae. Inga underarter finns listade i Catalogue of Life.